# Puente de la Victoria
El Puente de la Victoria (en armenio Հաղթանակի կամուրջ, Haghtanaki Gamourtch) es un puente localizado sobre el río Hrazdan en Ereván, capital de Armenia.
Se trata de un puente de dos muelles y tres arcos construido en piedra en 1945, y llamado de la victoria en honor de la derrota de los nazis al final de la Segunda Guerra Mundial. Fue diseñado por los arquitectos Artaches Mamadjanian y Achot Asatrian y por el ingeniero Simon Ovnanian.
Localizado en el suroeste de la ciudad, permite comunicar esta con el Aeropuerto Internacional de Zvartnots, Etchmiadzin y Ajapnyak, siendo cerrado en 2005 para ser remodelado.